# Giraffa (cinema)
La giraffa (o giraffino, per i modelli più semplici) è un dispositivo utilizzato nelle riprese cinematografiche e televisive per la raccolta delle voci. Il microfono, spesso direzionale, è montato al capo di un braccio telescopico controbilanciato, sorretto da un carrello, che permette movimenti ampi e precisi ad opera del microfonista, diretto dal fonico di presa diretta. Ve ne sono diversi modelli, come il Mole-Richardson e il Fisher.
La giraffa Fisher entrò in uso negli Stati Uniti d'America negli anni quaranta e venne importata in Italia dopo la fine della seconda guerra mondiale con l'arrivo degli americani. In precedenza i tecnici del suono si arrangiavano con ciò che avevano a disposizione, improvvisando strumenti di sostegno per il microfono. Il movimento basculante che sosteneva il braccio era montato su una torretta a sua volta montata su un carrello con ruote gommate. Il portamicrofono, montato all'estremità del braccio, permetteva il movimento nelle quattro direzioni e la rotazione a 360 gradi. Le sospensioni elastiche tramite le quali vi veniva agganciato il microfono permettevano di evitare l'effetto stetoscopico dovuto a vibrazioni meccaniche. Si noti che il peso dei microfoni del tempo era considerevolmente più alto dell'attuale.
Con il passare degli anni e il miglioramento della tecnologia, sia nella qualità che nel peso dei materiali, a partire dagli anni sessanta il dispositivo andò ad alleggerirsi. Il microfono, ormai di peso ridottissimo, può oggi venire manovrato semplicemente con un'asta microfonica in fibra di carbonio. L'insieme di microfono direzionale ed asta microfonica in inglese è boom microphone.
Essenziale è evitare che il microfono superi i limiti dell'inquadratura, detti "traguardi", ed entri nel campo di ripresa, pena lo stop da parte dell'operatore di macchina. A volte l'entrata del microfono visibile in un'inquadratura non è però dovuta ad errori, ma ad un formato di proiezione diverso dall'originale o all'adattamento al formato televisivo.